# Théo Vimpère
Théo Vimpère (Limoges, 3 juli 1990) is een Frans wielrenner. Tussen 2013 en 2016 reed hij voor Auber 93, waar hij eind 2011 als stage liep.

## Overwinningen
2011
1e etappe Tour de l'Eure et Loire
2013
Bergklassement Ronde van de Middellandse Zee
Puntenklassement Ronde van de Limousin
2017
2e etappe deel A Ronde van Guadeloupe

## Ploegen
- 2011 –  BigMat-Auber 93 (stagiair vanaf 1-8)
- 2013 –  BigMat-Auber 93
- 2014 –  BigMat-Auber 93
- 2015 –  Auber 93
- 2016 –  HP BTP-Auber 93

Bihel · Dassonville · Gouault · Guay · Jakin · Levarlet · Maldonado · Menut · Renault · Tronet · Vimpère
Bihel · Dassonville · Feillu · Gouault · Guay · Jakin · Levarlet · Maldonado · Menut · Renault · Vimpère · Touzé (stagiair)